# Vladimir Trofimenko
Vladimir Trofimenko (rusky Владимир Трофименко; * 22. března 1953, Syzraň, Samarská oblast – 1994) byl sovětský atlet ruské národnosti, mistr Evropy ve skoku o tyči z roku 1978.
Celkem čtyřikrát se stal mistrem SSSR ve skoku o tyči. Jeho osobní rekord 561 cm pochází z roku 1978.